# Ion Drîmbă
Ion Alexandru Drîmbă (Timișoara, 18 marzo 1942 – Brasile, 20 febbraio 2006) è stato uno schermidore rumeno, specialista del fioretto, vincitore di una medaglia d'oro nella scherma ai Giochi olimpici.
È stato sposato con Ileana Gyulai-Drîmbă-Jenei.